# Бридака, Лия

Рига, 11 апреля 1961 года

Ли́я Бри́дака (в советское время Лия Яновна Бридака; латыш. Lija Brīdaka; 3 сентября 1932, Алуксне, Латвия — 19 сентября 2022, Рига ) — латышская поэтесса и сценарист. Заслуженный деятель культуры Латвийской ССР (1976).

## Биография
Родилась в 1932 году в Алуксне в семье бухгалтера Яниса Бридака и его жены учительницы Розалии Бридак. Училась в Алуксненской семилетней школе и Алуксненской средней школе. В 1956 году окончила кафедру латышского языка и литературы историко-филологического факультета Латвийского государственного университета. В 1953 году начала публиковаться. С 1956 по 1958 год работала учителем Бауской 1-й средней школы, с 1958 по 1963 год — в редакции драматических программ «Литерари» Латвийского телевидения. В 1962 году была принята в Союз писателей Латвийской ССР. С 1963 по 1964 год была заведующим отделом журнала «Māksla». В 1966 году окончила Высшие сценарные курсы в Москве. С 1967 по 1972 год работала секретарём правления Союза писателей. С 1976 по 1978 год — заместитель главного редактора издательства «Лиесма». С 1982 по 1987 год — главный редактор Рижской киностудии. После восстановления независимости Латвии работала в Латвийском Рериховском обществе.
Умерла 19 сентября 2022 года в Риге.
Сестра Мара Свире — латышский писатель и драматург.

## Творчество
В 1953 году опубликовала первое стихотворение «Ткачиха» («Audēja») в газете «Советская молодежь». В период с 1962 по 2012 год издала 10 сборников стихов.
Лия Бридака — автор сценария художественных фильмов:
- Лучи в стекле (1969, режиссёр Имантс Кренбергс)
- Ключи от города (1973, режиссёр Имантс Кренбергс)
- Ранняя ржавчина (1979, мелодрама, режиссёр Гунар Цилинский)
- Майя и Пайя (1990, фильм-сказка, режиссёр Гунар Пиесис)

## Награды
- Памятный знак участника баррикад 1991 года.[2]
- Заслуженный деятель культуры Латвийской ССР (1976) [1]
- Государственная премия Латвийской ССР (1977) — премия присуждена за актуальные, общественно значимые публицистические статьи «Вспоминая весну Победы», «За новыми горизонтами», «Страна больших контрастов» и др., а также за сборники стихов, опубликованные в республиканской печати.[1]